# Contabilità a ricalco
Il  sistema della contabilità a ricalco consiste nella registrazione simultanea e manuale degli avvenimenti aziendali nel libro giornale e nel libro mastro. Questa tecnica è oggi in disuso, grazie alla diffusione di applicazioni apposite per computer che facilitano e limitano il margine di errore tipico della scrittura manuale.
| Controllo di autorità | Thesaurus BNCF 33941 |